# Gorgeous (Lied)
Gorgeous (englisch für „wunderschön“) ist ein Song der US-amerikanischen Popsängerin Taylor Swift. Das Lied erschien als achter Track auf Swifts sechsten Studioalbum Reputation. Dabei war Gorgeous bereits am 20. Oktober 2017 vorab veröffentlicht worden.

## Entstehung und Mitwirkende
Die Aufnahmen für Gorgeous fanden in den MXM Studios in Los Angeles und in Stockholm statt. Der Mix erfolgte in den Mixstar Studios in Virginia Beach und das Mastering in den Studios von Sterling Sound in New York.
Mitwirkende
- Songwriting – Taylor Swift, Max Martin, Shellback
- Produktion – Max Martin, Shellback
- Abmischung – John Hanes, Serban Ghenea
- Gesang – Taylor Swift
- Baby Intro Voice – James Reynolds
- Keyboard, Programmierung – Shellback, Max Martin
- Gitarre – Shellback
- Engineering – Sam Holland, Michael Ilbert
- Assistant Engineer – Cory Brice, Jeremy Lertola
- Mastering – Randy Merrill[2]

## Inhalt
Gorgeous gliedert sich folgendermaßen: Intro – Verse 1 – Pre-Chorus 1 – Chorus – Verse 2 – Pre-Chorus 2 – Bridge – Chorus – Outro.

## Kritiken
Der Tagesspiegel bezeichnete Gorgeous als einen dieser Songs, die man morgens im Radio höre und danach den ganzen Tag nicht mehr loswerde.

## Kommerzieller Erfolg

### Chartplatzierungen
| ChartsChartplatzierungen       | Höchstplatzierung | Wochen |
| ------------------------------ | ----------------- | ------ |
| Deutschland (GfK)              | 45 (1 Wo.)        | 1      |
| Österreich (Ö3)                | 32 (1 Wo.)        | 1      |
| Schweiz (IFPI)                 | 46 (1 Wo.)        | 1      |
| Vereinigte Staaten (Billboard) | 13 (4 Wo.)        | 4      |
| Vereinigtes Königreich (OCC)   | 15 (14 Wo.)       | 14     |

### Auszeichnungen für Musikverkäufe
| Land/Region                  | Auszeichnungen für Musikverkäufe (Land/Region, Auszeichnung, Verkäufe) | Verkäufe  |
| ---------------------------- | ---------------------------------------------------------------------- | --------- |
| Australien (ARIA)            | 3× Platin                                                              | 210.000   |
| Brasilien (PMB)              | Platin                                                                 | 40.000    |
| Neuseeland (RMNZ)            | Platin                                                                 | 30.000    |
| Vereinigte Staaten (RIAA)    | Gold                                                                   | 500.000   |
| Vereinigtes Königreich (BPI) | Platin                                                                 | 600.000   |
| Insgesamt                    | 1× Gold · 6× Platin ·                                                  | 1.380.000 |

Hauptartikel: Taylor Swift/Auszeichnungen für Musikverkäufe/Lieder